# Al-Ubayyid
al-Ubayyid (arabiska: الأبيض al-Ubayyiḍ, ibland även El Obeid) är en stad i Norra Kordofan i Sudan, omkring 350 kilometer sydväst om Khartoum. Staden omges av öken och hade år 1993 omkring 229 400 invånare. al-Ubayyid är en trafikknutpunkt där det idkas handel, särskilt med gummi, men också med hirs, oljefrön och husdjur. Här finns ett historiskt museum, en stor katolsk katedral och en flygplats.
Muhammed Ahmed al-Mahdi intog al-Ubayyid den 17 januari 1883, och vid det brittisk-egyptiska försöket att återta staden led den egyptiska armén under William Hicks Pasha den 2–6 november samma år ett fullständigt nederlag vid Kashgil söder om staden, det så kallade slaget om El Obeid.